# Kyz kuu
Kyz kuu, Kyz kuumaj (kazahski: қыз қуу, kirgijski:кыз куумай, doslovno "jurnjava za djevojkom") - tradicionalni šport u Kazahstanu i Kirgistanu. Ima elemente konjske utrke, a najčešće je poznat kao "igra ljubljenja".
Igra obično započinje tako, da mladić na konju čeka na određenom mjestu (početna linija). Djevojka, također s određenog mjesta, počinje galopirati na konju s određene udaljenosti iza mladića. Kada djevojka prođe kraj mladića, on počinje galop na svome konju. Utrkuju se do cilja. Ako mladić sustigne djevojku, kao nagradu može joj "ukrasti poljubac". 
U slučaju, da mladić nije dostigao djevojku prije cilja, ona se okreće i kreće u potragu za njime nazad do početne startne linije. Ako ga sustigne, smije ga udariti bičem, njemu za kaznu.